# Gabriel (imię)
Gabriel (hebr. גַּבְרִיאֵל, arab. جبريل / جبرائيل) – imię męskie pochodzenia semickiego. Wywodzi się od hebrajskiego słowa oznaczającego „mąż boży” albo „Bóg jest moim męstwem”. Imię jednego z archaniołów, który zwiastował Najświętszej Marii Pannie, a jeszcze wcześniej przepowiedział Zachariaszowi narodziny jego syna – Jana Chrzciciela. Według islamu to Gabriel (Dżibril) podyktował Koran prorokowi Mahometowi. Gabriel jest patronem: telegrafu, radia, telewizji, teledetekcji, dyplomatów i posłańców. W Polsce imię występuje od XIII wieku w formach: Gabryjał, Gabrzyjał, Gabryjel. 
Forma żeńska: Gabriela.
W XXI wieku imię zyskało na popularności. W marcu 2001 nosiło je 11879 mężczyzn. W styczniu 2025 r. w rejestrze PESEL, wśród publicznie dostępnych danych dotyczących osób żyjących, wykazano  45319 mężczyzn o imieniu Gabriel nadanym jako imię pierwsze. Znajdowało się pod koniec wykazu stu popularnych imion męskich (96. pozycja). 
Gabriel imieniny obchodzi: 27 lutego, 16 marca, 24 marca, 29 września, 19 października.

## Imię Gabriel w innych językach
- esperanto: Gabrielo[8]
- rosyjski: Гавриил[9]
- węgierski: Gábor, Gábriel[4]

## Mężczyźni o imieniu Gabriel
- Gabriel I – święty Cerkwi prawosławnej
- Gabriel (książę belgijski)
- Gabriel Batistuta – argentyński piłkarz
- Gabriel Batory – książę Siedmiogrodu
- Gabriel Bażyński – szlachcic pruski
- Gabriel Byrne – aktor irlandzki
- Djibril Cissé – francuski piłkarz
- Gabriel Cramer – szwajcarski matematyk i fizyk
- Gabriel Czechowicz – minister skarbu w II RP
- Gabriel Fahrenheit – gdańszczanin, twórca skali temperatur
- Gabriel Fauré – francuski kompozytor
- Gabriel Fleszar – polski muzyk
- Gabriel Soprinye Halliday – piosenkarz i producent muzyczny
- Gabriel Heinze – piłkarz argentyński
- Gabriel Janowski – polski polityk ludowy
- Gabriel Lalemant – święty, męczennik
- Gabriel Lamé – francuski matematyk i inżynier
- Gabriel Milito – piłkarz argentyński
- Gabriel Mohyła – hospodar Wołoszczyzny
- Gabriel Narutowicz – I prezydent II Rzeczypospolitej
- Gabriel Garcia Marquez – kolumbijski powieściopisarz
- Gabriel García Moreno – prezydent Ekwadoru
- Gabriel Peignot – francuski bibliofil
- Gabriel Podoski – arcybiskup gnieźnieński
- Dante Gabriel Rossetti – angielski poeta, malarz i tłumacz
- Gabriel Rozwadowski – założyciel Rozwadowa
- Gabriel Rodrigues dos Santos – piłkarz
- Gabriel Samolej – polski hokeista, bramkarz
- Gabriel Sarksjan – ormiański szachista
- Louis Gabriel Suchet – francuski wojskowy
- Gabriel Terra – prezydent Urugwaju w l. 1931–1938
- Gabriel Zabłudowski – święty cerkwi prawosławnej
- Gabriel z Wielunia – poeta barokowy.

## Postacie fikcyjne
- Gabriel von Eisenstein – główny bohater Zemsty nietoperza,
- Gabriel Van Helsing – główny bohater filmu „Van Helsing”.